# Elvin Astanov
Elvin  Astanov (en azéri : Elvin Əmrah oğlu Astanov ; né le 5 juillet 1979 dans le district de Gafan, RSS d'Arménie) est un parathlète représentant l'Azerbaïdjan. Il remporte les XVIes Jeux paralympiques d'été en 2020.

## Biographie
En 2007, à la suite d'un accident de la route Elvin Amrah oghlu Astanov subit une fracture vertébrale. Après deux ans de traitement et de rééducation, il s'avère qu'Astanov, 28 ans, devra passer le reste de sa vie dans un fauteuil roulant. Astanov fait appel au Comité national paralympique. Depuis 2013, Aslanov pratique le lancer de javelot. Depuis l'été 2019, il pratique le lancer du poids.

## Carrière
En juin 2021, Elvin Astanov remporte le tournoi du Championnat du monde en Pologne avec un résultat de 8,22 mètres.
En août 2021, Elvin Astanov participe aux XVIes Jeux paralympiques d'été au Japon. Dans le tournoi de poussée nucléaire, Elvin Astanov remporte la médaille d'or avec un résultat de 8,77 mètres.
Conformément au décret du président azerbaïdjanais Ilham Aliyev du 6 septembre 2021, Elvin Amrah oglu Astanov reçoit l'Ordre de la Gloire pour ses réalisations aux XVIes Jeux paralympiques d'été et ses services dans le sport azerbaïdjanais,